# Chris Isaak
Christopher Joseph "Chris" Isaak (født 26. juni 1956) er en amerikansk sanger. Han er bl.a. kendt for hittet "Wicked Game" fra 1989.

## Diskografi
- Silvertone (1985)
- Chris isaak (1986)
- Heart shaped world (1989)
- Wicked game (1989)
- San francisco days (1993)
- Forever blue (1995)
- Baja sessions (1996)
- Speak of the devil (1998)
- Always got tonight (2002)
- Christmas (2004)
- Mr. Lucky (2009)